# Escuela de Artesanías del Instituto Nacional de Bellas Artes
La Escuela de Artesanías del Instituto Nacional de Bellas Artes es una escuela que se enfoca en el aprendizaje, producción y difusión de las artesanías de México. Está ubicada en la Ciudad de México y fue fundada en el año de 1962.

## Historia
El antecedente inmediato de la Escuela de Artesanías del INBAL  fue el Taller de Integración Plástica de La Ciudadela fundado en 1949, el cual estaba dedicado a la enseñanza del muralismo y de la escultura monumental. En 1950, el titular de la Secretaría de Comunicaciones y Obras Públicas (SCOP), propuso desarrollar una escuela que integrara diseño, arte y artesanías; ésta se instaló en un edificio de La Ciudadela como Talleres de Artesanías. En 1958, la SCOP cedió el edificio al INBA con el propósito de que se impartieran cursos de distintas disciplinas artesanales, dando como resultado el surgimiento del Centro Superior de Artes Aplicadas.  En 1961, el pintor José Chávez Morado promovió la fundación de la Escuela de Diseño y Artesanías (EDA), la cual comenzó actividades en 1962 con la carrera de Diseñador Artesanal.
El 17 de diciembre de 1979 el INBAL acordó la división de la EDA, instaurando por separado la Escuela de Diseño y la Escuela de Artesanías. Un año después, el 23 de octubre de 1980, la escuela recibió la denominación oficial y el vitralista Ramón Corona Apicella fue designado como director. En 1987 la Escuela de Artesanías abandonó el edificio de La Ciudadela y se mudó a su sede actual en la colonia Tránsito de la alcaldía Cuauhtémoc.

## Oferta educativa
La Escuela de Artesanías ofrece los siguientes programas a nivel técnico artesanal en ocho especialidades:
- Técnico Artesanal en Cerámica
- Técnico Artesanal en Ebanistería
- Técnico Artesanal en Esmalte
- Técnico Artesanal en Estampado en Telas
- Técnico Artesanal en Joyería y Orfebrería
- Técnico Artesanal en Metales
- Técnico Artesanal en Textiles
- Técnico Artesanal en Vitrales